# 塩尻公明

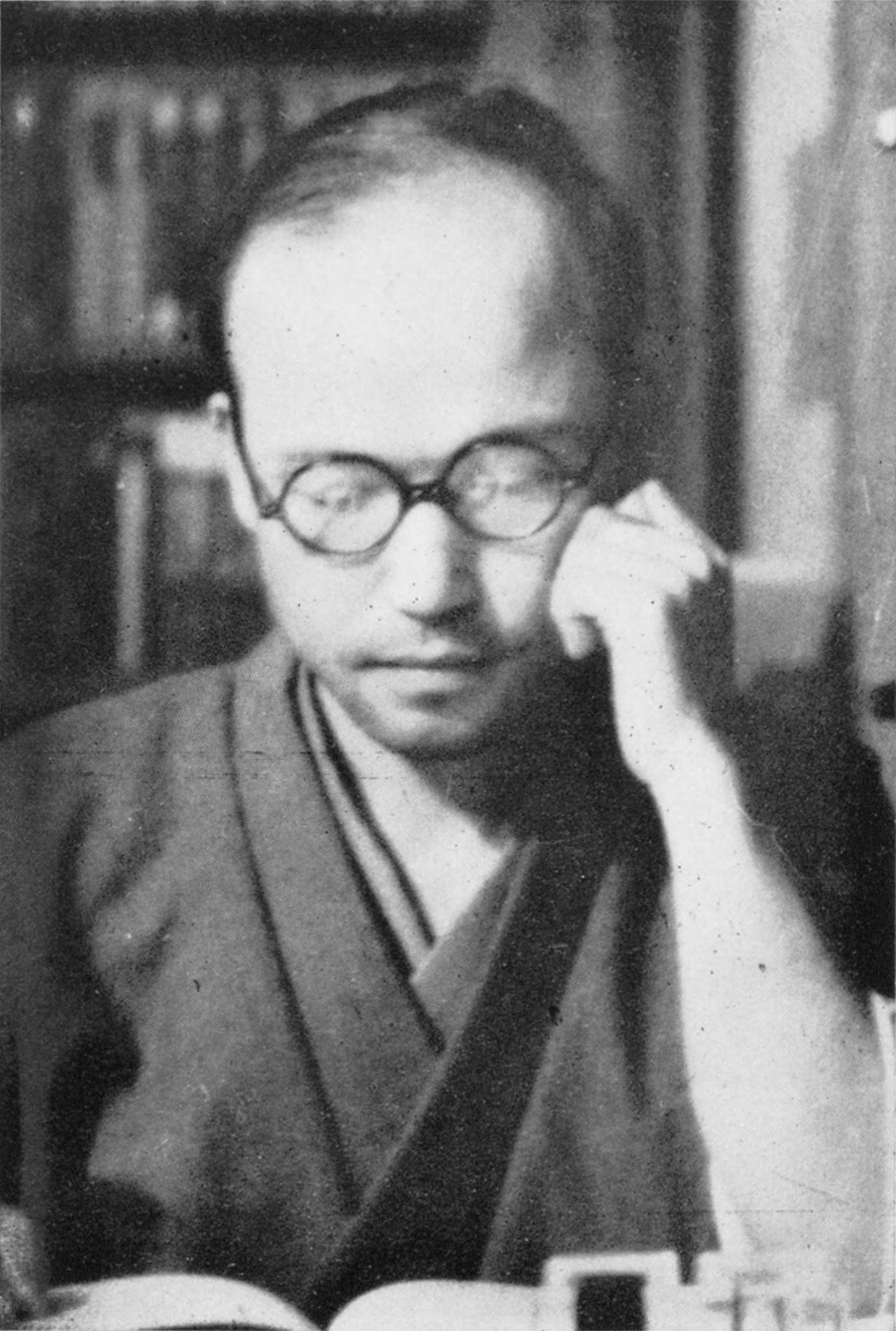
塩尻公明（1944年）

塩尻 公明（しおじり こうめい、1901年11月6日 - 1969年6月12日）は、日本の哲学者、神戸大学名誉教授。J・S・ミルが専門だが、宗教的な人生論を多く書いた。

## 来歴
岡山県吉備郡岡田村（現：倉敷市）出身。旧制岡山第一中学（現：岡山県立岡山朝日高等学校）を経て、第一高等学校在学時に出講していた河合栄治郎と出会う。東京帝国大学法学部卒業直後、西田天香の一灯園に入り求道生活を送り、のち高知高等学校教授、戦後神戸大学教育学部教授、65年定年退官、帝塚山学院大学教授。

## 著書
- 天分と愛情の問題 弘文堂 1943  のち現代教養文庫
- 自と他の問題 羽田書店 1947  のち現代教養文庫
- 或る遺書について 新潮社 1948  のち現代教養文庫
- J.S.ミルの教育論 同学社 1948
- 書斎の生活について 新潮社 1948  のち現代教養文庫
- 女性論 京都印書館 1949
- イギリスの功利主義 弘文堂 1950 (アテネ文庫)
- 病苦について 創元社 1950.7  「絶対的生活」社会思想研究会出版部 1952 (現代教養文庫)
- 天分・愛情・書斎 1951 (新潮叢書)
- 政治と教育 社会思想研究会出版部 1952
- 生甲斐の追求 社会思想研究会出版部 1953 (現代教養文庫)
- 宗教と人生 社会思想研究会出版部 1955 (現代教養文庫)
- 人格主義と社会主義 社会思想研究会出版部 1957 (現代教養文庫)
- わが心の歌 私の人生観 ダヴィッド社 1957
- 人生論 六月社 1957
- 親の教育・子供の教育 新潮社 1958
- 親・教師・道徳教育 秀英出版 1959 (教養叢書)
- 老春と青春 神戸近代社 1960
- 若き日の悩み 塩尻公明人生論 第1 社会思想社 1966 (現代教養文庫)
- 若き友へ贈る 塩尻公明人生論 第2　社会思想社 1966 (現代教養文庫)
- 日常生活の中の親鸞 塩尻公明集 教育新潮社 1967 (現代真宗名講話全集
- 民主主義の人間観 社会思想社 1968
- あなたの人生論 学生社 1969
- 塩尻公明民主主義の道徳哲学(講義ノート) 北樹出版 2010.11

## 共編著
- 祖国への遺書 戦犯死刑囚の手記（編）毎日新聞社 1952
- 社会生活の倫理 木村健康共編著 秀英出版 1958 (教養叢書)

## 翻訳
- ベンサムとコールリッヂ　ジョン・スチュアート・ミル、有斐閣、1939（経済学名著翻訳叢書）
- 自由論　J.S.ミル 木村健康共訳、岩波文庫 1971